# Dartford FC
Dartford FC is een voetbalclub uit het Engelse Dartford. De club werd in 1888 gesticht. In 1935 en 1936 bereikten ze de derde ronde van de FA Cup.
In 1981 promoveerde de ploeg naar de semiprofessionele Alliance Premier League, het vijfde Engelse niveau. Na een seizoen degradeerden ze echter weer. In 1984 promoveerden ze voor de tweede maal naar de Alliance Premier League. Het volgende seizoen bereikten ze de derde plaats, maar een seizoen later degradeerden ze alsnog.
De jaren die volgden speelde Dartford voornamelijk op lagere niveaus. Toen de Engelse voetbalpiramide in het seizoen 2004/2005 werd geherstructureerd speelde Dartford in de Southern League. In die competitie mochten ze blijven, maar ze werden vooral vergezeld door teams die eerst in de Isthmian League speelden. Dat jaar wisten ze degradatie net te ontlopen.
In 2006/2007 volgde een nieuwe herstructurering in het Engelse voetbal. Dartford kwam in de Division One South van de Isthmian League, het achtste niveau. In november speelden voor het eerst een wedstrijd in het nieuwe Princes Park. Voor een uitverkocht stadion wonnen ze met 4-2 van Horsham YMCA. Het volgende seizoen werd Dartford ingedeeld in de Division One North van de Isthmian League. Daarin werden ze met negen punten voorsprong kampioen, wat promotie naar de Premier Division van de Isthmian League betekende.
Het eerste seizoen ging, met een achtste plaats op tweeëntwintig ploegen, behoorlijk goed, maar het seizoen daarop werden ze weer kampioen, ditmaal met achttien punten voorsprong. De titel betekende promotie naar de Conference South, de schakel tussen het professionele en het semiprofessionele voetbal. In 2011 eindigde Dartford nog op een respectabele tiende plaats, het seizoen daarop werden ze tweede. In de play-offs werd eerst Basingstoke Town aan de kant gezet en vervolgens werd in eigen stadion met 1-0 gewonnen van Welling United, wat de derde promotie in vijf jaar betekende. Vanaf 2012/2013 kwamen ze dus weer uit in de Conference National. Hier zouden ze drie seizoenen spelen, in 2015 degradeerde de club weer terug naar de National League South. In 2024 degradeerde Dartford naar de Isthmian League Premier Division.
Billericay Town ·
Bognor Regis Town ·
Bowers & Pitsea ·
Canvey Island ·
Carshalton Athletic ·
Chatham Town ·
Cheshunt ·
Chichester City · 
Cray Valley Paper Mills · 
Cray Wanderers · 
Dartford · 
Dover Athletic · 
Dulwich Hamlet ·
Folkestone Invicta ·
Hashtag United ·
Hastings United ·
Hendon ·
Horsham ·
Lewes ·
Potters Bar Town ·
Whitehawk ·
Wingate & Finchley